# Cantonul Caen-7
Cantonul Caen-7 este un canton din arondismentul Caen, departamentul Calvados, regiunea Basse-Normandie, Franța.

## Comune
- Caen (parțial, reședință)
- Mondeville